# Acrobatische rock-'n-roll

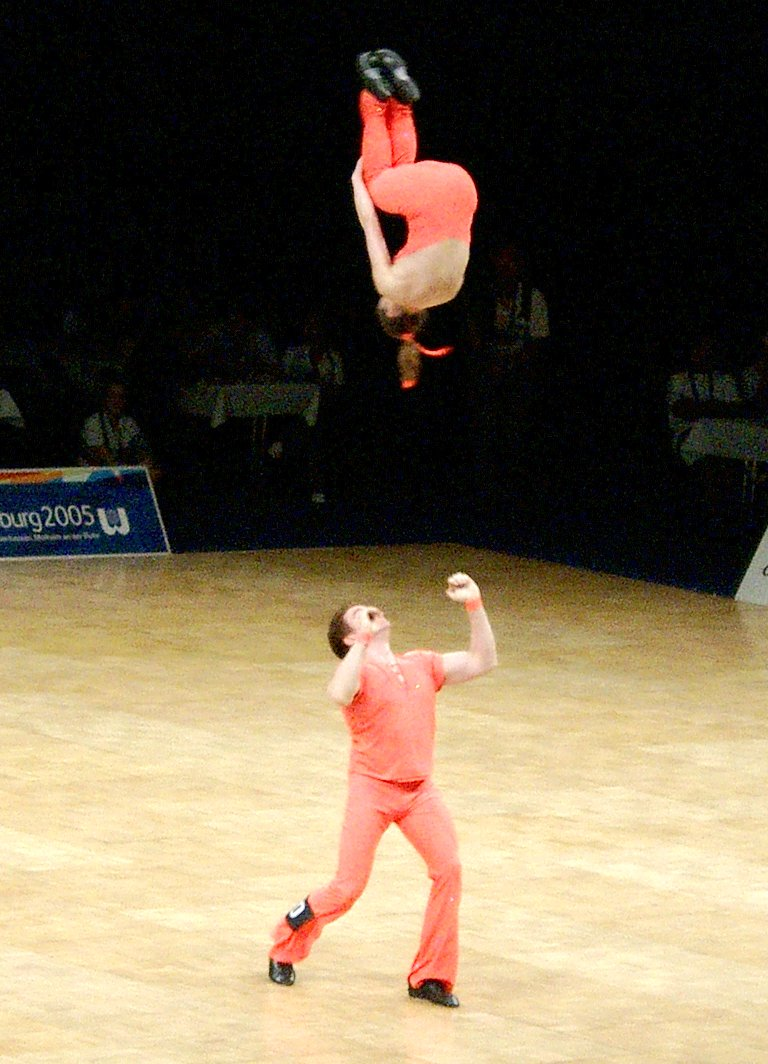
Een dubbele salto door Daniela Bechtold en Bernd Diel op de World Games 2005 in Duitsland

Acrobatische rock-'n-roll is een dans waarbij op verschillende niveaus acrobatische figuren worden gecombineerd met snel voetenwerk. De dans wordt gedanst in koppels, groepen bestaande uit verschillende koppels (formatie) of in groep maar dan individueel.
Als showdans wordt het in België en Nederland door meerdere showteams uitgevoerd. Als danssport is er een internationaal wedstrijdcircuit. Acrobatische rock-'n-roll is een zeer intensieve dans. De duur van een dans tijden een wedstrijd is anderhalve minuut.

## Geschiedenis
De huidige vorm van acrobatische rock-'n'-roll is in de jaren 70 in Europa ontstaan. De dans is op vergelijkbare manier ontstaan als bijvoorbeeld breakdance. Populaire dansen al (dan niet met partner of acrobatiek) hebben altijd de populaire muziek gevolgd. Toen rock-'n-roll de jazz opvolgde als populaire muziek, ontstonden in de Verenigde Staten dansen als jive en boogiewoogie uit lindyhop. Lindyhop werd in de jaren 20 en 30 op swingmuziek gedanst en was toen de eerste partnerdans met acrobatische elementen.
Rock-'n-roll als muziekstijl werd door Amerikaanse militairen in de Tweede Wereldoorlog meegebracht naar Europa. De bijbehorende dansstijlen volgden op de voet. Dit waren dansen met letterlijk veel "gooi- en smijtwerk", wat paste bij de 'wilde' muziek.
De jive werd uiteindelijk toegevoegd aan de stijldansen, rock-'n-roll volgde een andere ontwikkeling, waarbij het acrobatische aspect een steeds grotere rol ging spelen.
Het gooi- en smijtwerk heeft zich ontwikkeld tot verantwoorde acrobatiek. Alle figuren zijn nauwkeurig beschreven in wedstrijdreglementen en ingedeeld in niveaus. Hoewel de acrobatieken indrukwekkend kunnen zijn, worden ze uitsluitend getraind met passende veiligheidsmaatregelen.

## Organisatie
De World Rock ’n’ Roll Confederation (WRRC) is de sportkoepel die de internationale wedstrijden organiseert in de klassen youth, junior, B class en main class. In België organiseert de Belgische Rock 'n' Roll en Boogie-Woogie Federatie (BRBF/FBRB) de nationale wedstrijden. In Nederland is dit de Nederlandse vereniging voor Rock 'n' Roll, Boogie, Swing en Acrobatische dansvormen (NRRA).

## World Games
Acrobatische rock-'n-roll is sinds 1997 een internationaal erkende sport. Acrobatische rock-'n-roll valt, samen met ballroom en latin tegenwoordig onder de noemer danssport. Danssport is echter anno 2005 nog geen onderdeel van de Olympische Spelen.
Op de World Games in 2001, in Japan, hebben de zes besten op de ranglijst van de World Rock and Roll Confederation (WRRC) zich gepresenteerd voor het publiek en de notabelen van de International World Games Association (IWGA). Danssport, en dus ook acrobatische rock-'n-roll, was voor het eerst een volwaardig onderdeel van de World Games in juli 2005, in Duisburg.
Het proces van erkenning gaat moeizaam, onder andere omdat het Internationaal Olympisch Comité (IOC) het aantal atleten dat meedoet aan de Olympische Spelen liever wil reduceren dan vermeerderen. Toch streven de WRRC en de International Dance Sport Federation (IDSF) ernaar dat danssport in 2008 een Olympisch onderdeel is.

## Belgische kampioenen door de jaren heen
| Jaar | Danskoppel                                       |
| ---- | ------------------------------------------------ |
| 1996 | Eric Raymaekers - Sonja Vrachten (A-klasse)      |
| 1996 | Chris Van Sande - Ingrid Van Genechten (profi's) |
| 1997 | Ronny Gielen - Heidi Wijffels                    |
| 1998 | Davy Loos - Ann Geukens                          |
| 1999 | Philippe Gilissen - Sandra Pitz                  |
| 2000 | Gust Van den Bulck - Linda Van den Bulck         |
| 2001 | Wim Wouters - Griet Verheyen                     |
| 2002 | Wim Wouters - Griet Verheyen                     |
| 2003 | Robby Ariën - Elke Geluykens                     |
| 2004 | Wim Wouters - Griet Verheyen                     |
| 2005 | Bert Vanhalewyck - Dhan Claes                    |
| 2006 | Wim Wouters - Griet Verheyen                     |
| 2007 | Wim Wouters - Griet Verheyen                     |
| 2008 | Johnny Coomans - Nathalie Van Iersel             |
| 2009 | Bram Stuyck - Tiffany Van den Bulck              |
| 2010 | Kenny Philippaars - Helga Baeten                 |
| 2011 | René Feijs - Karolien Dullers                    |
| 2012 | René Feijs - Karolien Dullers                    |
| 2013 | René Feijs - Karolien Dullers                    |
| 2014 | Yves Van den Eynden - Shana Van den Kieboom      |
| 2015 | Yves Van den Eynden - Shana Van den Kieboom      |
| 2016 | Kenny Philippaars - Mira Smeers                  |
| 2017 | Kenny Philippaars - Mira Smeers                  |
| 2018 | Kenny Philippaars - Mira Smeers                  |
| 2019 | Benedikt Andres - Marie Peeters                  |

## Beneluxkampioenen door de jaren heen
| Jaar | Danskoppel                           |
| ---- | ------------------------------------ |
| 1999 | Philippe Gilissen - Sandra Pitz      |
| 2000 | Johnny Coomans - Nathalie Van Iersel |
| 2001 | Johnny Coomans - Nathalie Van Iersel |
| 2002 | Johnny Coomans - Nathalie Van Iersel |
| 2003 | Kenny Philippaars - Cynthia Bomboi   |
| 2004 | Johnny Coomans - Nathalie Van Iersel |
| 2005 | Wim Wouters - Griet Verheyen         |
| 2006 | Geen kampioenschap                   |
| 2007 | Geen kampioenschap                   |
| 2008 | Ken Van Ouytsel - Laura Leeman       |
| 2009 | Bram Stuyck - Tiffany Van den Bluck  |
| 2010 | Kenny Philippaars - Helga Baeten     |
| 2011 | Johnny Coomans - Nathalie Van Iersel |
| 2012 | René Feijs - Karolien Dullers        |
| 2013 | René Feijs - Karolien Dullers        |
| 2014 | Kenny Philippaars - Katrin Gazazyan  |
| 2015 | René Feijs - Shelsea Schroyen        |
| 2016 | Kenny Philippaars - Mira Smeers      |
| 2017 | René Feijs - Mirthe Kerfs            |
| 2018 | Kenny Philippaars - Mira Smeers      |
| 2019 | Kenny Philippaars - Mira Smeers      |

## Basis en techniek
Acrobatische rock-'n-roll heeft een energieke basispassen en natuurlijk opvallende acrobatische figuren, zoals draai- en liftfiguren, salto's, en overslagen. Het leiden en volgen is bij deze dans lastig, mede vanwege de hoogstaande acrobatiek. Daarom danst men meestal met dezelfde danspartner op afgestemde choreografieën. Men kan dansen met 2, maar ook in een hele groep.
In wedstrijden wordt onderscheid gemaakt tussen choreografieën zonder acrobatiek (passenspel) en met acrobatiek (acro-ronde). Er zijn in deze wedstrijden zeven klassen:
- A - internationale klasse
- B - internationale klasse
- C - alleen acro-ronde, geen passenspel
- D 1 - alleen acro-ronde, geen passenspel
- D 2 - alleen acro-ronde, maar acrobatiek niet verplicht
- Junioren - tot 18 jaar
- Jeugd - tot 14 jaar, geen acrobatiek

Per klasse zijn de beperkingen aan acrobatische figuren en het tempo waarop gedanst moet worden vastgesteld.

### Passen
Net als de meeste rock-'n-rolldansen heeft acrobatische rock-'n-roll een basispas bestaande uit 6 tellen, oftewel anderhalve maat, maar de basis van deze dans is, zoals men zegt "gesprongen". Kenmerkend zijn de hoge, felle kicks van zowel dame als heer op de 3e en 5e tel.
Omdat elk paar eigen samengestelde choreografieën heeft, bestaan er een slechts een aantal benoemde basisvariaties op deze danspas, zoals de plaatswissel en de spin.

### Acrobatiek
De acrobatische figuren zijn daarentegen uitgebreid beschreven en ingedeeld in niveaus.
De meest basale acrobatieken zijn de hoogtesprong, de kniesprong en de spreidsprong. Op het hoogste niveau worden door de dame dubbele salto's voorwaarts en achterwaarts gesprongen. Drievoudige salto's zijn niet toegestaan. Beschrijvingen van de figuren zijn te vinden bij de externe links.

## Stijl
Rock-'n-rollmuziek is gebaseerd op een vierkwartsmaat. Rock-'n-rolldansen hebben een basis van 6 tellen, dus anderhalve maat. Acrobatische rock-'n-roll wordt gedanst op hoge tempi (vanaf 44 maten per minuut / 176 bpm) en de nadruk ligt op de oneven tellen (1 en 3 van de 4/4e maat), waardoor het beter bij modernere popmuziek past dan bij ouderwetse rock-'n-roll, met de nadruk op de even tellen, de zogeheten backbeat. Tegenwoordig wordt dan ook niet meer op de oude muziek gedanst.
Ook de kleding is gemoderniseerd. De stijl van petticoats en jeans is niet langer terug te vinden. De vaak kleurrijke kleding zit stevig en strak om de acrobatische figuren mogelijk te maken. Sportschoenen (aerobicschoenen) zijn het meest gedragen schoeisel.